# Trichilia erythrocarpa
Trichilia erythrocarpa är en tvåhjärtbladig växtart som beskrevs av Cyrus Longworth Lundell. Trichilia erythrocarpa ingår i släktet Trichilia och familjen Meliaceae. Inga underarter finns listade i Catalogue of Life.